# Batrachoididae

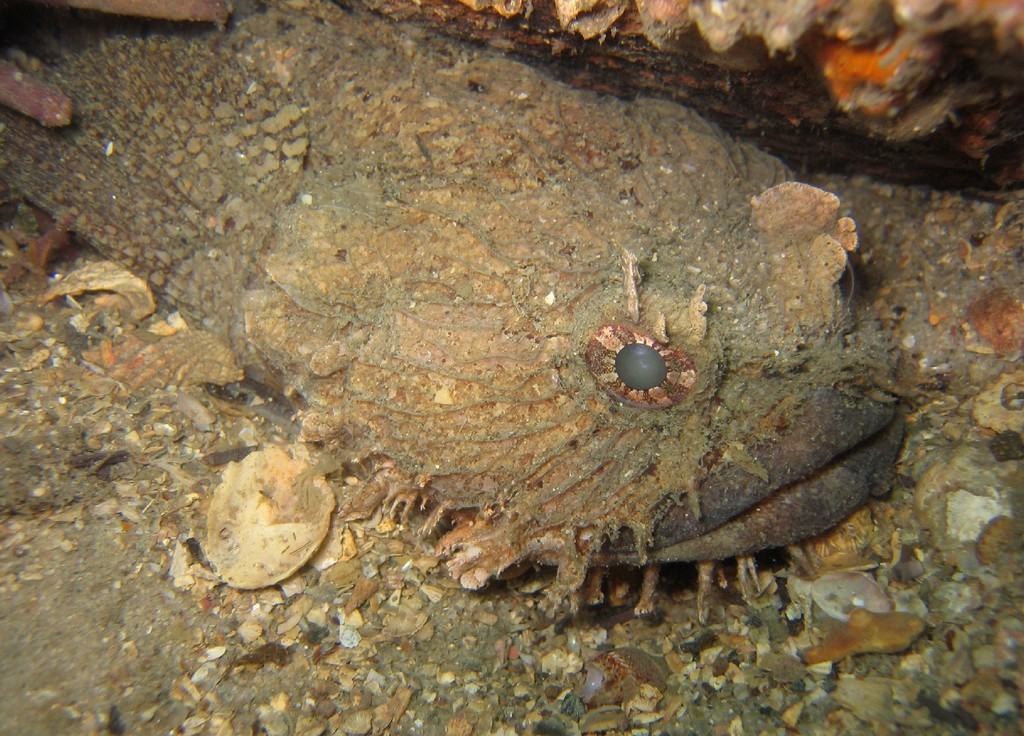
Batrachomoeus dubius.

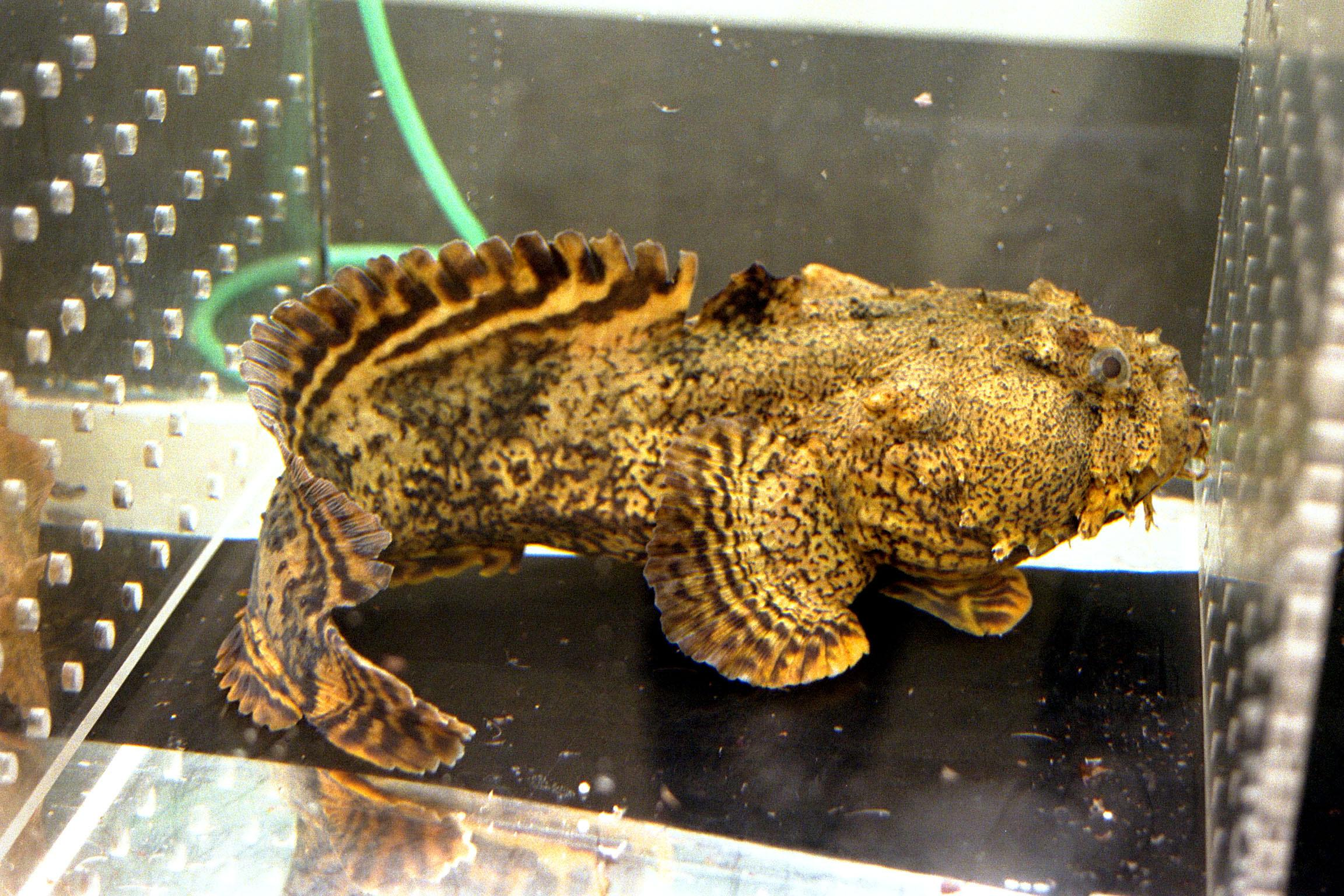
Opsanus tau.

Los peces sapo (Batrachoididae) son una familia de peces marinos, la única del orden Batrachoidiformes. Son muy comunes en los océanos Atlántico, Índico y Pacífico, con raras especies de agua dulce. Tanto el nombre común como el científico aluden a su parecido físico con ciertos anfibios (batracios).
Tienen un tamaño pequeño a mediano —máximo de 57 cm—, y son fácilmente reconocibles por su forma característica: poseen una gran cabeza y cuerpo aplastado, a menudo con barbas y otros apéndices. Generalmente carecen de escamas, aunque algunos tienen escamas tipo cicloide. Presentan una gran cabeza, con los ojos más en la parte superior que en los laterales; tienen una gran boca, rodeada de premaxilar y maxilar. Poseen dos aletas dorsales con fuertes espinas, y aletas pelvianas por delante de las pectorales, con algunos radios también con espinas. Presentan tres pares de branquias; tienen vejiga natatoria y una o más líneas laterales en cabeza y cuerpo.
Se alimentan, cazando al acecho en el fondo, de invertebrados y peces, preferentemente de moluscos y crustáceos. Para camuflarse presentan un cuerpo de color marrón con algunos puntos o manchas negras, aunque alguna especie que habita en arrecifes de coral presenta colores llamativos.
Las especies de la subfamilia Porichthyinae se caracterizan por tener fotóforos en los laterales, que producen bioluminiscencia.

## Relación con el hombre
Son peces apreciados en gastronomía, fáciles de encontrar en los mercados y que alcanzan un precio alto, por lo que son de importancia comercial.
Deben ser manipulados con cuidado, sobre todo las especies de la subfamilia Thalassophryninae, que son muy venenosas, con espinas huecas en la aleta dorsal y sobre el opérculo, conectadas con una glándula venenosa que puede inyectar veneno si se pincha alguien con ellas.

## Géneros
Existen 20 géneros, agrupados en tres subfamilias:
- Subfamilia Batrachoidinae; los peces sapo más comunes y de distribución mundial.
  - Allenbatrachus (Greenfield, 1997).
  - Amphichthys (Swainson, 1839).
  - Austrobatrachus (Smith, 1949).
  - Batrachoides (Lacepède, 1800).
  - Batrachomoeus (Ogilby, 1908).
  - Batrichthys (Smith, 1934).
  - Bifax (Greenfield, Mee y Randall, 1994).
  - Chatrabus (Smith, 1949).
  - Halobatrachus (Ogilby, 1908); peces sapo o sapos lusitánicos (en España).
  - Halophryne (Gill, 1863).
  - Opsanus (Rafinesque, 1818).
  - Perulibatrachus (Roux y Whitley, 1972).
  - Potamobatrachus (Collette, 1995).
  - Riekertia (Smith, 1952).
  - Sanopus (Smith, 1952).
  - Triathalassothia (Fowler, 1943).

- Subfamilia Porichthyinae; peces sapo bioluminiscentes, distribuidos por costas de América.
  - Aphos (Hubbs y Schultz, 1939); peje-bagres o bagres de mar (en Chile), peces fraile (en Ecuador y Perú).
  - Porichthys (Girard, 1854).

- Subfamilia Thalassophryninae; peces sapo venenosos, distribuidos por costas de América, y algunos de agua dulce en Sudamérica.
  - Daector (Jordan y Evermann, 1898).
  - Thalassophryne (Günther, 1861).